# قندورة قسنطينية
الجبة القسنطينية أو القندورة القسنطينية هي لباس جزائري نسائي تقليدي مصنوع من المخمل السميك، بلون عنابي عادة ما، ينسب لمنطقة قسنطينة.

## التسمية
هذا الفستان الذي لا يحمل أكماما يسمى بالجبة أو قندورة. ولكن التسمية تغيرت لتصبح « جبة الفرغاني مع بداية القرن العشرين ، في إشارة إلى مصمم الأزياء الفرغاني الذي كرس حياته لتحديث هذا الزي.

## الوصف

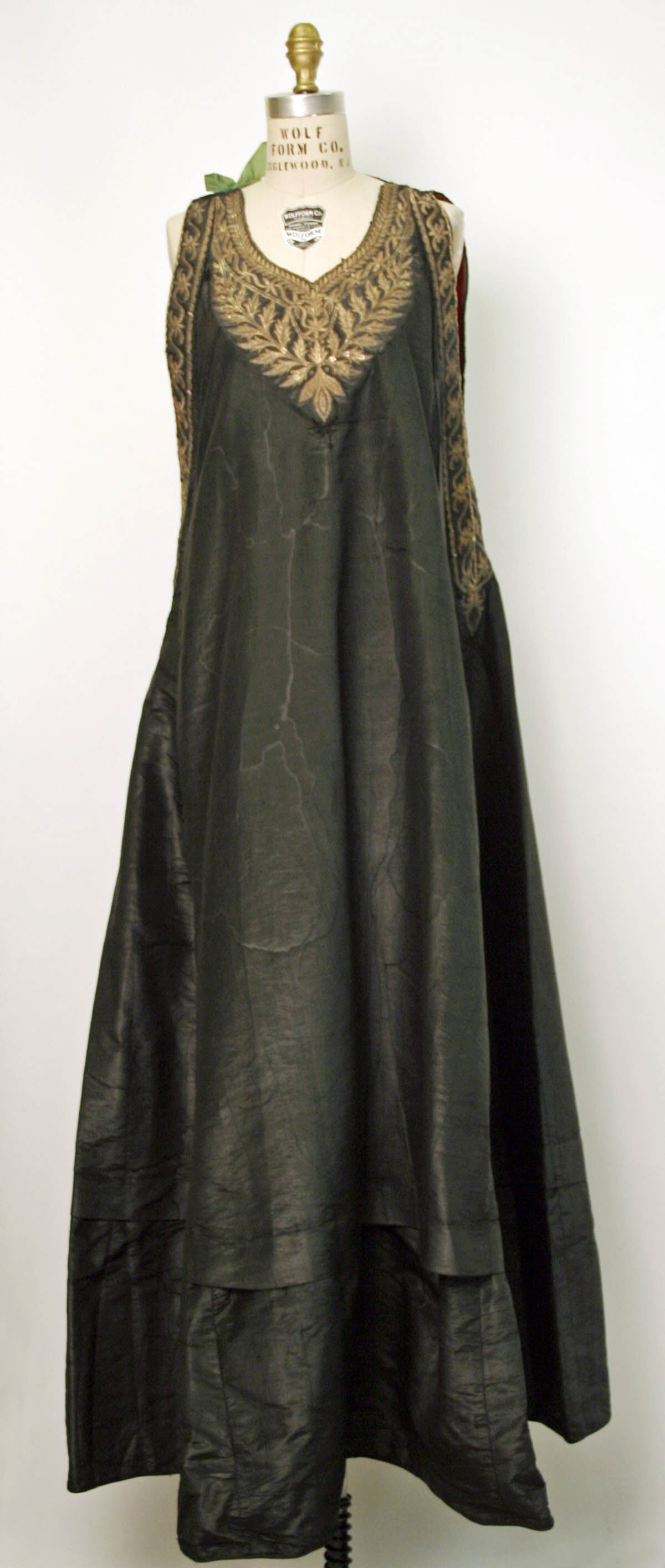
فستان

الجبة القسنطنية هي فستان من المخمل ومزين بتطريز ذهبي متقن. هي لباس طويل جزائري تقليدي قديم، لونه الأصلي عنابي أو أسود ، أدخلت عليه حديثا ألوان أنسجة أخرى. تشكل التطريزات جزءاً من التراث الثقافي المحلي.
غالبًا ما يكون خط العنق على شكل قلب ، ويحيط به مريلة طويلة تمتد إلى منتصف الجسم. وتتفاوت أهمية التطريزات في الجزء السفلي من الفستان. يرتدى مع الفستان أحيانًا حزام من المخمل المطرز بالذهب أو الفضة ، أو بعملات ذهبية  ويرتدى أيضا قميص بأكمام من الدانتيل أو التول المطرزة.
ترسم المطرزات زخارف نباتية تنسجم مع تلك الموجودة على الصدرة. خلال النصف الثاني من القرن العشرين الماضي، كانت تقنية التطريز تتمثل في نسج فوق خيط ذهبي على القماش، على طريقة التطريزات التي تكثر على القفاطين الجزائرية القديمة كقفطان القاضي الجزائري الخاص بمدينة قسنطينة ، تنافس كثيرًا مع تقنية الخيط المسحوب ، أو المجبود الجزائري و الذي سجل في اليونيسكو كتراث لامادي مع كل من القفطان الجزائري والشدة التلمسانية.   تُستخدم هذه التقنية لإنشاء أنماط كاملة ، مماثلة لتلك المخصصة عادةً للإكسسوارات المغطاة بالمخمل، مثل أغطية الرأس المخروطية والنعال والأحذية.

## التاريخ

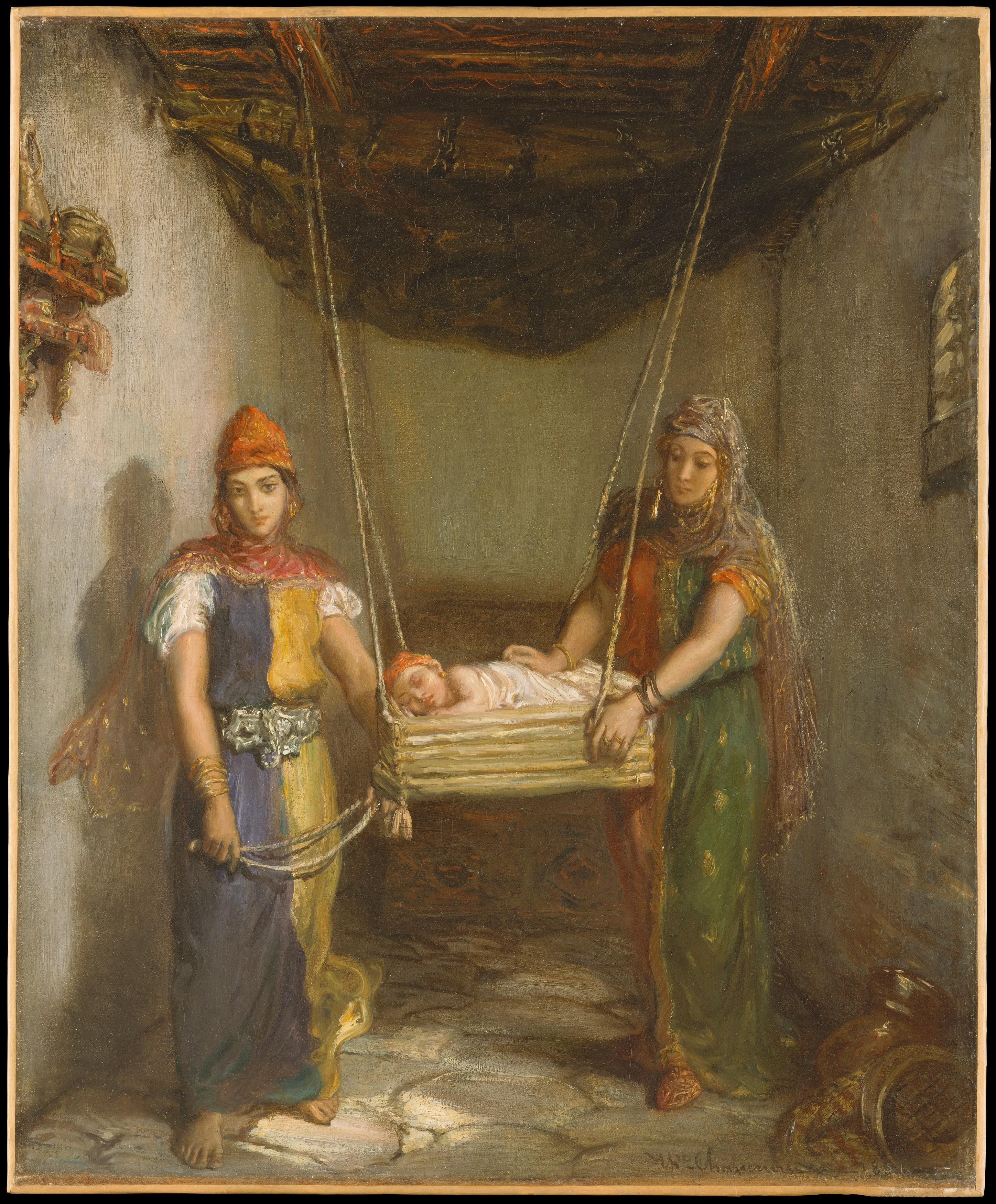
الجبة ذات لونين.

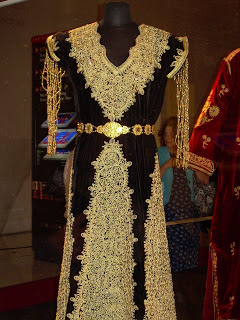
القندورة القسنطينة الحالية.

تميزت فساتين النخبة بالقيمة الثمينة للعنصر الزخرفي الذب استمر على مدى القرون التالية : وهي القطعة الموضوعة بين العنق والصدر ومجهزة بأرابيسك مطرزة بخيوط ذهبية أو فضية. بعد سقوط الأندلس، لجأ الأندلسيون ما بين القرن الرابع عشر و الخامس عشر إلى منطقة شمال أفريقيا، ظهرت تأثيرهم في أزياء المرأة القسنطينية. يجمع الفستان بين لونين متباينين يقسمانه بشكل متماثل طوليًا. وصار يحمل تفصيلاً أكثر وأخذ مظهر الفستان وليس السترة. ذكر ليون لافريكان هذا الفستان في القرن السادس عشر، وشهد أيضًا على شكله ثنائي اللون في القرن التاسع عشر وبداية القرن العشرين  جورج مارسيه.
انتشار استعمال الأول للمخمل يعود إلى القرن الخامس عشر. من المحتمل أنه قبيل العصر العثماني، كان الزي القسنطيني قد أسس بالفعل الهيكل الذي سيميزه بعد ثلاثة قرون. خلال الفترة العثمانية ، بدا الزي القسنطيني أكثر ثباتًا من زي مدينة الجزائر . قميص داخلي بأكمام غنية بالدانتيل و القندورة بلون واحد أو لونين.
في القرن التاسع عشر، كانت القندورة لا تزال تمثل القطعة الأساسية للزي، وزاد طولها نحو الأرض. أخذت المنسوجات المصنعة المستوردة ، ذات التكلفة المنخفضة، مكان الأقمشة التي تنتجها الورش الحرفية التقليدية، ما زاد في تغير مظهرها. في القرن العشرين الماضي ، أصبحت قندورة قطيفة الممثل الرئيسي للزي التقليدي في الاحتفالات. وبفضل شكله المتوهج في الأسفل ، صار الفستان يستوعب كما وفيرا من التطريز.

### مقالات ذات صلة
- حرفية جزائرية
- قفطان جزائري
- بلوزا

### مؤلفات
- Belkaïd، Leyla (2003). Costumes d'Algérie. Layeur. ISBN:2-911468-97-X. OCLC:52429324. مؤرشف من الأصل في 2023-03-06. اطلع عليه بتاريخ 2020-05-02.
- Pichault، Pascal (2007). Le costume traditionnel algérien. Maisonneuve et Larose. ISBN:2-7068-1991-X. OCLC:190966236. مؤرشف من الأصل في 2023-03-06. اطلع عليه بتاريخ 2020-05-11.